# Daviin Davis
Pour les articles homonymes, voir Davis.
Daviin Davis, né le 31 décembre 1985 à Midland au Texas, est un joueur américain de basket-ball.

## Biographie
Hormis quelques expériences en Finlande puis en Lettonie, Daviin Davis a passé l'essentiel de sa carrière en France entre la Pro B et la NM1. Découvert à l'ALM Évreux Basket lors de la saison 2010-2011, il marque l'histoire du BC Souffelweyersheim en devenant le premier joueur américain du club et participant au maintien en Pro B de son équipe deux années consécutives.
Le 22 juin 2020, deux ans après son dernier match officiel, il retrouve les parquets en NM2 à Poissy.

## Clubs Successifs
- 2009-2010 : 
  -  Joensuun Kataja (Korisliiga)
  -  SK Valmiera (LBL)
- 2010-2011 :  ALM Évreux Basket (Pro B)
- 2011-2012 :
  -  BK Valmiera (LBL)
  -  ADA Blois (NM1)
- 2012-2013 :  ADA Blois (NM1)
- 2013-2015 :  BC Souffelweyersheim (Pro B)
- 2015-2016 :  Saint-Quentin Basket BB (Pro B)
- 2016-2017 :  Union Rennes B35 (NM1)
- 2017-2018 :  Saint-Quentin BB (NM1)
- 2020-2021 :  Poissy Basket Association (NM2)
- 2021-2023 :  Sorgues Basket Club (NM2)
- 2023-2024 :  Touraine BC (NM3)